# Eugen Örnsäter
Herman Eugen Örnsäter, ursprungligen Nilsson och verksam under namnet Herman Nilsson, född 1 oktober 1889 i Jönköping, död 4 oktober 1953 i Stockholm, var en svensk målare, skulptör och medaljkonstnär.
Han var gift med tonsättaren Lilly Charlotta Sundquist. Örnsäter bedrev konststudier i Stockholm och Paris för olika konstnärer och vid olika målarskolor. Han ställde ut porträttskulpturer av ett flertal kända Stockholmare på Bergmans skulpturhall i Stockholm 1925 som fick bra recensioner i Stockholmspressen. Separat ställde han bland annat ut i Alvikshallen i Stockholm och han var representerad i en utställning med Nordisk medaljkonst efter 1914 i Köpenhamn 1953. Bland hans offentliga arbeten märks skulpturen Danserska för Kungliga slottet i Stockholm och en porträttbyst av Allan Cederborg. För Lantbruks och industriutställningen i Alingsås skapade han belöningsmedaljerna och han skapade även medaljer för Västerbottens regemente, Skänninge stads 400-årsjubileum, Nationaltemplarorden, Skånska fältrittklubben, Lantbruksmötet i Eslöv samt Interskandinaviska juniorregattan. Hans konst består förutom medaljer av porträtt och figurkompositioner i olja eller i form av rundskulpturer och reliefer.